# MaK G 1206
G 1206 är ett standardlok från den tyska loktillverkaren MaK. Loket används i stora delar av Europa. I Sverige har det köpts av Banverket, nuvarande Trafikverket, i sex exemplar och fått littera DLL, samma littera som övriga diesellokstyper för linjetjänst hos Trafikverket.  Banverket hade även två exemplar av föregångaren G 1205 som är något lättare och motorsvagare. Dessa såldes 2012 till Hector Rail där de erhållit typbeteckningen 942 och namnen “McBain” och “Sweetwater”.